# 蒂拉阿馬里利亞 (智利)

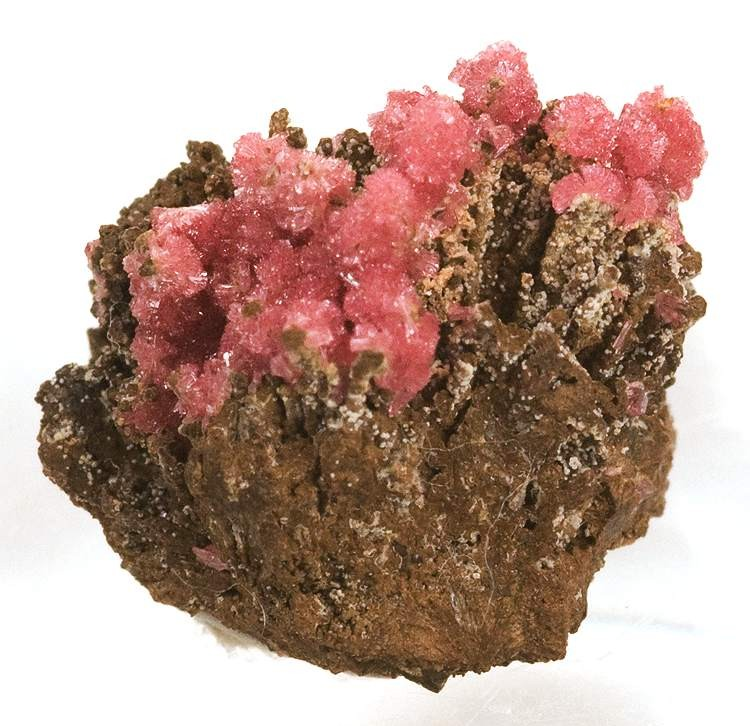

27°28′56″S 70°15′57″W / 27.48222°S 70.26583°W
蒂拉阿馬里利亞（西班牙語：Tierra Amarilla），是智利的城市，位於該國北部阿塔卡馬大區的科皮亞波省，面積11,190.6平方公里，海拔高度497米，2012年人口12,898人，人口密度每平方公里1.2人。